# Maison de Hornes
Pour les articles homonymes, voir Hornes.
 (août 2024).

Armes de Maximilien de Hornes (1542)

La maison de Hornes,,,, est une importante famille noble européenne, qui s'est éteinte dans la lignée masculine en 1826. Le nom fait référence à Horn, un petit village du Limbourg, situé aux Pays-Bas.

## Histoire
À l'origine, la seigneurie puis comté de Hornes (Horn) était une propriété des comtes de Looz. Le premier mentionné est Willaume, père de Hornes vers 1100, et Arnould, comte de Looz et seigneur de Hornes et Corswarem, marié à Aleydis van Diest.
Fondée au IXe siècle par le comte Conrad Ier, les descendants de cette famille se sont mariés avec les dynasties régnantes d'Europe. En 1514, Jacob III de Hornes († 1531) épouse sans postérité Claudina di Savoia et, en 1530, Anne de Bourgogne, respectivement descendantes extra-conjugales des souverains ducs de Savoie et de Bourgogne. Ces titres et parentés ont rehaussé le prestige de la maison de Hornes

## Principauté
La principauté de Hornes, enclave de Liège aux Pays-Bas espagnols, a été créée le 19 octobre 1677 et attribuée par Charles II d'Espagne à Eugène-Maximilien de Hornes (1631-1709), fils du comte Ambrosius de Hornes (1609-1656 ; un lointain parent des anciens comtes de Horn ci-dessus : la souche commune est Guillaume V ou VI de Horn, 1297-1343 ; Ambroise fut gouverneur de Namur et de l'Artois, Grand-fauconnier des Pays-Bas ; sa branche était notamment titrée de Baussignies/Baucignies en Vermandois (ou Thiérache), de Boxtel, de Locres/Lokeren et d'Issche). Le 18 août 1736, l'empereur Charles VI fait du petit-fils d'Eugène-Maximilian, Maximilian-Emanuel, 3e prince de Hornes (1695-1763 ; fils du 2e prince Philippe-Emmanuel, 1661-1718), un prince du St-Empire.
La principauté était proche du duché de Clèves et Thorn, aux Pays-Bas. Les princes de Hornes détenaient un territoire dans ce qui est aujourd'hui la Belgique, l'Allemagne et les Pays-Bas. De plus, en France, ils possédaient les villages ou fiefs de Lesdain, de Bailleul et St-Martin depuis 1630, d'Auchy-au-Bois et de Lestrem de 1722 à 1766, et de Floringhem de 1774 à 1789. Hornes s'est alliée à la France et a donc souffert pendant la Révolution française.

## Personnalités

### Membres de la maison des comtes de Horn
- Jean de Hornes (1450-1505), évêque de Liège en 1483-1505
- Jacques III, comte de Hornes (v. 1480-1531 ; neveu du précédent), suivi par son frère Jean II (v. 1480/1495-1540), puis par le beau-fils et petit-cousin de ce dernier, Philippe II de Montmorency-Nivelle (1524-† décapité en juin 1568 à Bruxelles).

### Membre de la branche des princes de Hornes
Antoine-Joseph, comte de Horn (novembre 1698-† roué en mars 1720 à Paris), fils cadet du 2e prince Philippe-Emmanuel.